# Daniela Schmiderer
Daniela Schmiderer (* 9. Dezember 1992) ist eine österreichische Radio- und Fernsehmoderatorin.

## Leben
Schmiderer wuchs in Kirchbichl auf und studierte in Salzburg Kommunikations- und Rechtswissenschaft. Seit 2015 ist sie Redakteurin in der Sparte Information des ORF Tirol. Daneben tritt sie als Live-Reporterin bei Sportveranstaltungen, Wahlberichterstattungen und u. a. bei der ORF-Show 9 Plätze – 9 Schätze in Erscheinung. Seit März 2020 moderiert sie die Vorabendsendung Tirol heute. Am 25. April 2024 moderierte sie gemeinsam mit Georg Laich die Diskussionssendung zur Bürgermeister-Stichwahl in Innsbruck.